# Sextus Pompeius (Konsul 14 n. Chr.)
Sextus Pompeius war ein römischer Politiker und Senator im frühen 1. Jahrhundert n. Chr.
Pompeius war Sohn eines Sextus Pompeius. Er gab als Statthalter von Macedonia Ovid Geleit zu seinem Verbannungsort Tomis. Im Jahr 14 wurde Pompeius ordentlicher Konsul und leitete zusammen mit seinem Amtskollegen Sextus Appuleius den Herrschaftsübergang auf Tiberius ein. Trotzdem war ihm Tiberius dafür nicht dankbar, wie Tacitus hervorhebt. Pompeius wurde Prokonsul von Asia (27–30). 
Er war darüber hinaus eine Art Mäzen, zu dessen literarischem Zirkel auch Ovid und Valerius Maximus gehörten, und ein Freund des Germanicus, des literaturinteressiertesten Mitglieds der kaiserlichen Familie.